# ريتشارد والاس (مخرج)
ريتشارد والاس (بالإنجليزية: Richard Wallace)‏ هو كاتب سيناريو ومنتج أفلام ومخرج أمريكي، ولد في 26 أغسطس 1894 في ساكرامنتو في الولايات المتحدة، وتوفي في 3 نوفمبر 1951 في لوس أنجلوس في الولايات المتحدة.

## وصلات خارجية
- ريتشارد والاس على موقع IMDb (الإنجليزية)
- ريتشارد والاس على موقع ألو سيني (الفرنسية)
- ريتشارد والاس على موقع أول موفي (الإنجليزية)
- ريتشارد والاس على موقع قاعدة بيانات الأفلام السويدية (السويدية)
- ريتشارد والاس على موقع قاعدة بيانات الفيلم (الإنجليزية)
- ريتشارد والاس على موقع كينوبويسك (الروسية)